# Józef Męciński (poseł)
Józef Gabriel Męciński z Kurozwęk herbu Poraj (ur. 1839 w Kawęczynie, zm. 19 kwietnia 1921 w Andrychowie) – hrabia, powstaniec styczniowy, poseł do Sejmu Krajowego Galicji (1873–1914), właściciel dóbr Partyń, kawaler Orderu Virtuti Militari. 

## Życiorys
Urodził się w 1839 w Kawęczynie w ówczesnej guberni lubelskiej. Był synem Stanisława i Ludwiki, właścicieli Łowczy i Malinowa. Uczył się w gimnazjum w Lublinie, a później ukończył studia na wydziale prawnym Uniwersytetu Kijowskiego.
Po wybuchu powstania styczniowego w 1863 przystąpił do walk po stronie polskiej. Początkowo walczył w oddziale Mariana Langiewicza, biorąc udział w bitwach pod Małagoszewą, Staszowem, Skałą, Chrobosem, Grochowiskami. Później służył w oddziale Dionizego Czachowskiego, miesiącami przebywającego w lasach. Dowodził szwadronem kawalerii. U boku Czachowskiego uczestniczył w bitwach pod Sosnówką, Chrobrzą, Grochowiskami, Jurkowicami, Rybnicą, Lipem. Służył w stopniu rotmistrza. 6 listopada 1863 walczył pod Krępą w ostatnim boju swojego dowódcy Czachowskiego, poległego tego dnia. W tej walce stracił lewą rękę i otrzymał 23 rany. Leżał w pobojowisku wśród poległych, a po powrocie Rosjan z zamiarem ograbienia pokonanych, został wykryty jako żywy i celem dobicia postrzelony w głowę. Wtedy rosyjski oficer Asiejew (podczas walk nawoływał Polaków do poddania się), w szacunku do waleczności Polaka polecił zaopiekować się rannym Męcińskim i przewieźć go do majątku Leszczyńskich w Wierzchowiskach. Po wyleczeniu Azsiejew polecił odwieźć Męcińskiego do granicy z Austro-Węgrami (Galicją).
W późniejszym czasie Męciński przebywał w Dreźnie, a potem powrócił do Królestwa. W 1866 ożenił się z Heleną Dobrzyńską i zamieszkał na ziemi tarnowskiej. Po wprowadzeniu autonomii galicyjskiej był członkiem Rady Powiatu Tarnowskiego od pierwszej kadencji, był członkiem wydziału, wiceprezesem i prezesem. Później zastąpiony na stanowisku prezesa przez Eustachego Sanguszkę, został prezesem Rady Powiatu Dąbrowskiego, zaś przez 1,5 roku jednocześnie pozostawał na obu posadach prezesa.
Pełnił mandat posła na Sejm Krajowy Galicji; w trakcie III kadencji (1870–1876) został wybrany 19 listopada 1873 w miejsce Augustyna Piotrowskiego w I kurii w obwodzie tarnowskim. Później wybierany w IV kurii w okręgu Dąbrowa-Żabno w IV kadencji (1877–1882), w V kadencji (1882–1889), następnie w okręgu Dąbrowa-Żabno w VI kadencji (1889–1895). Następnie ponownie został posłem wybranym w I kurii w obwodzie tarnowskim w VII kadencji (1895–1901), w VIII kadencji (1901–1907), w IX kadencji (1908–1913) i w X kadencji (1913–1914). 
Przez 16 lat był członkiem rady nadzorczej Banku Krajowego, a później został wiceprezesem. Działał w Towarzystwie Wzajemnych Ubezpieczeń w Krakowie, gdzie w 1870 został wybrany członkiem rady nadzorczej, od około 1892 był wiceprezesem, a od 1897 do 1914 prezesem. 15 maja 1903 został wybrany prezesem towarzystwa rolniczego w Tarnowie. W styczniu 1904 został wybrany prezesem lwowskiego Towarzystwa uczestników powstania 1863.
W 1908 został odznaczony Krzyżem Komandorskim z Gwiazdą Orderu Franciszka Józefa.
Zmarł 19 kwietnia 1921 w Andrychowie. 25 kwietnia 1921 został pochowany w Partyniu pod Tarnowem. W tym samym roku został pośmiertnie odznaczony Krzyżem Srebrnym Orderu Wojskowego Virtuti Militari nr 4316.
Miał dwie córki: hr. Bobowską (żona właściciela Andrychowa) i Helenę Zborowską (pisarka, ps. „Blanka Halicka”).